# III. zonska nogometna liga BiH 1958./59.
III. zonska liga BiH, također i kao III. zona, Mostarska zona, je bila jedna od zonskih liga Bosne i Hercegovine te liga trećeg stupnja nogometnog prvenstva Jugoslavije u sezoni 1958./59. 
 Sudjelovalo je 9 klubova, a prvak je bio "Leotar" iz Trebinja. 

## Ljestvica
| mj. | klub              | ut. | pob. | ner. | por. | gol+ | gol- | bod |
| --- | ----------------- | --- | ---- | ---- | ---- | ---- | ---- | --- |
| 1.  | Leotar Trebinje   | 16  | 11   | 1    | 4    | 49   | 24   | 23  |
| 2.  | Velež Nevesinje   | 16  | 9    | 4    | 3    | 31   | 16   | 22  |
| 3.  | GOŠK Dubrovnik    | 16  | 7    | 3    | 6    | 32   | 30   | 17  |
| 4.  | Iskra Stolac      | 16  | 7    | 3    | 6    | 29   | 36   | 17  |
| 5.  | Neretva Metković  | 16  | 7    | 2    | 7    | 26   | 27   | 16  |
| 6.  | Borac Čapljina    | 16  | 6    | 3    | 7    | 26   | 33   | 15  |
| 7.  | Metalac Konjic    | 16  | 5    | 4    | 7    | 34   | 28   | 14  |
| 8.  | Lokomotiva Mostar | 16  | 5    | 2    | 9    | 33   | 37   | 12  |
| 9.  | Dubrovnik         | 16  | 2    | 4    | 10   | 20   | 41   | 8   |

- klubovi iz Hrvatske: "Dubrovnik", "GOŠK" Dubrovnik, "Neretva" Metković

## Rezultatska križaljka
| kratica | klub              | BOR | DUB | GOŠK | ISK | LEO | LOK | MET | NER | VEL |
| --- | ----------------- | --- | --- | ---- | --- | --- | --- | --- | --- | --- |
| BOR | Borac Čapljina    |     |     | 0:0  |     |     |     |     | 3:1 |     |
| DUB | Dubrovnik         |     |     | 5:2  |     |     |     |     | 4:5 |     |
| GOŠK | GOŠK Dubrovnik    | 3:2 | 0:0 |      | 7:0 | 3:2 | 2:0 | 3:0 | 1:1 | 5:1 |
| ISK | Iskra Stolac      |     |     | 4:3  |     |     |     |     |     |     |
| LEO | Leotar Trebinje   |     |     | 3:0  |     |     |     |     | 7:0 |     |
| LOK | Lokomotiva Mostar |     |     | 7:0  |     |     |     |     | 2:0 |     |
| MET | Metalac Konjic    |     |     | 0:2  |     |     |     |     |     |     |
| NER | Neretva Metković  |     | 2:1 | 2:0  | 1:4 |     | 2:1 | 2:1 |     | 3:1 |
| VEL | Velež Nevesinje   |     |     | 3:1  |     |     |     |     | 1:1 |     |
| |                   |     |     |      |     |     |     |     |     |     |
| podebljan rezultat - utakmice od 1. do 9. kola (1. utakmica između klubova) rezultat normalne debljine - utakmice od 10. do 18. kola (2. utakmica između klubova) rezultat nakošen - nije vidljiv redoslijed odigravanja međusobnih utakmica iz dostupnih izvora rezultat nakošen i smanjen * - iz dostupnih izvora nije uočljiv domaćin susreta prekrižen rezultat - poništena ili brisana utakmica p - utakmica prekinuta 3:0 p.f. / 0:3 p.f. - rezultat 3:0 bez borbe n.i. - nije igrano |                   |     |     |      |     |     |     |     |     |     |

 Izvori: 

## Unutrašnje poveznice
- Druga savezna liga 1958./59.